# Prawo rzymskie a systemy totalitarne
Prawo rzymskie a systemy totalitarne – podejście władz państw totalitarnych do prawa rzymskiego było zróżnicowane. W hitlerowskiej III Rzeszy zostało zmarginalizowane, przede wszystkim ze względu na humanitarystyczne elementy. W komunistycznych Chinach doceniono prawo rzymskie ze względów czysto pragmatycznych - było niezwykle przydatne dla potrzeb handlowych. Z kolei w ZSRR uchodziło za prawo ustroju niewolniczego i dopiero po śmierci Stalina mogły zacząć ukazywać się podręczniki do prawa rzymskiego.

## Chiny komunistyczne
W Chinach początkowo prawo rzymskie znajdowało się poza zainteresowaniem władz. W czasie rewolucji kulturalnej tępiono przejawy myśli zachodniej, lecz nie było ataków na prawo rzymskie, które mogło rozwijać się na uniwersytecie w Pekinie (miało to związek z pragmatyzmem Chińczyków). Dla potrzeb handlowych znajomość prawa rzymskiego była niezbędna, dlatego na piątym roku studiów zostało wprowadzone jego nauczania. Z czasem powstała własna kadra specjalistów. Przetłumaczono kodyfikację justyniańską, zainteresowano się prawem rzymskim także od strony teoretycznej. Równolegle z łagodzeniem systemu następowała powolna recepcja prawa rzymskiego.

## III Rzesza
W 1920 roku w punkcie 19. programu NSDAP znalazło się odzwierciedlenie negatywnego stosunku do prawa rzymskiego; postulowano zastąpienie prawa rzymskiego powszechnym prawem niemieckim (ius germanicum, germanes Recht). Kościół przez wieki posługiwał się prawem rzymskim (Ecclesia vivit lege Romana - Kościół żyje prawem rzymskim), które było humanitarne, co było nie do przyjęcia dla ideologów nazizmu. Określali oni prawo rzymskie jako prawo obce rasie niemieckiej, przesiąknięte uniwersalizmem śródziemnomorskim, duchem rzymsko-chrześcijańskim i oparte na teokratyzmie azjatycko-semickim.
Po dojściu Adolfa Hitlera do władzy prawo rzymskie została na uniwersytetach zmarginalizowane. Nauczanie pozostało jednak ze względu na potrzebę zachowania lojalności wobec Benita Mussoliniego. Włosi taktowali prawo rzymskie jako własne i było ich powodem do dumy. Niemcy, aby ich nie zrażać, podzielili prawo rzymskie na archaiczne (czyste rasowe, nieskażone) i późnego cesarstwa (zjudaizowane).
Sądy specjalne (Sondergericht) działały w oparciu o interes Rzeszy, a nie w oparciu o prawa. Przyjmowano zasadę, że lepiej skazać kogoś niewinnego niż go uniewinnić, jako że kara ma działać odstraszająco na wrogów Rzeszy. Sondergerichty znały tylko dwa rodzaje wyroków: skazujący i uniewinniający oraz tylko jeden rodzaj kary - karę śmierci wykonywaną natychmiast, bez możliwości apelacji, odwołania.
Znalazło to odzwierciedlenie w literaturze. Louis Aragon w zbiorze nowel Niewola i wielkość Francji (1946) jedną z nich zatytułował Prawo rzymskie przestało istnieć. Zawiera ona motto hitlerowskiego prawnika: "sądy zostały zachwaszczone przez prawo rzymskie". Niechęć ta wynika z niechęci do zasad humanitaryzmu, typowych dla prawa rzymskiego: 1) "lepiej zwolnić 5 winnych niż skazać jednego niewinnego", 2) niedopuszczalne jest skazanie na podstawie poszlak; 3) domniemanie niewinności. W opowiadaniu tym pojawia się major von Lüttwitz-Randau, były profesor prawa rzymskiego, który oddał się ideologii nazistowskiej.
Mieczysław Jastrun w wierszu Z pamiętnika byłego więźnia obozów koncentracyjnych pisze o państwie, w którym prawo rzymskie przestało istnieć.

## ZSRR i państwa bloku wschodniego
Według Włodzimierza Lenina prawo rzymskie było prawem ustroju niewolniczego. Jednak traktowano je jako propedeutykę do prawa cywilnego. Dopiero po śmierci Józefa Stalina zaczęły się pojawiać podręczniki do prawa rzymskiego.
W bloku państw socjalistycznych sytuacja wyglądała podobnie. W Czechosłowacji zlikwidowano prawo rzymskie i wprowadzono ogólną "historii prawa". W latach 70. podobna sytuacja wystąpiła w Polsce. Na Uniwersytecie Jagiellońskim wprowadzono jeden przedmiot obejmujący prawo rzymskie, historię państwa i prawa powszechną i polską; w latach 80. zrezygnowano z tego programu.